# Orlik mieszańcowy

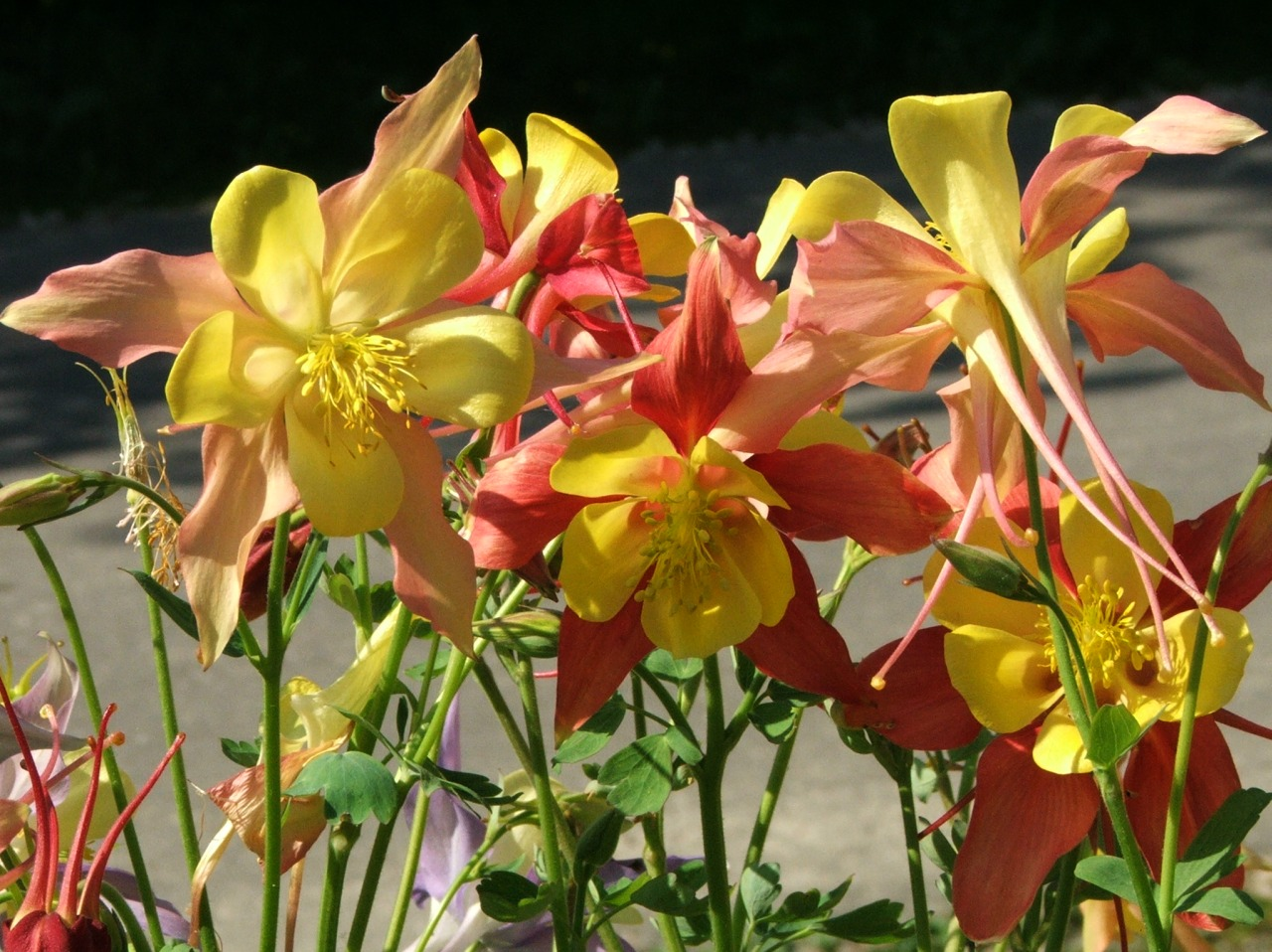

Orlik mieszańcowy, orlik ogrodowy (Aquilegia × cultorum) – gatunek rośliny należący do rodziny jaskrowatych, mieszaniec orlika pospolitego (Aquilegia vulgaris) z innymi gatunkami orlików. Jest uprawiany jako roślina ozdobna. Nazwa rodzajowa pochodzi od słowa aquila – orzeł, ponieważ ostroga orlika przypomina szpon orła.

## Morfologia
ŁodygaWzniesiona, rozgałęziona, delikatnie owłosiona, o wysokości do 80 cm.
LiścieZłożone, trójlistkowe, jasnozielone, drobne.
KwiatyPojedynczo wyrastające na długich szypułkach z charakterystyczną, długą ostrogą. Występują w bardzo szerokiej gamie barw: od białej poprzez żółtą, różową i czerwoną do fioletowej. Wyróżnia się też grupę odmian stellata nie posiadających ostrogi oraz grupę odmian pleno o kwiatach pełnych.

## Biologia
Jest byliną. Zakwita w drugim roku po wysianiu nasion, kwitnie w maju-czerwcu. Łatwo krzyżuje się z innymi gatunkami orlików, z reguły też samorzutnie nasiewa się, stąd też w ogrodzie po pewnym czasie powstają różnokolorowe mieszańce. Nasiona nie zachowują cech odmiany macierzystej.

## Uprawa
- Przydatność. Uprawiany jest głównie ze względu na ładne kwiaty. Po przekwitnięciu staje się nieozdobny, dlatego też uprawia się go zazwyczaj w towarzystwie innych roślin. Nadaje się do uprawy na rabatach oraz na kwiat cięty.
- Wymagania. Jest łatwy w uprawie. Nie ma specjalnych wymagań co do gleby. Najintensywniej kwitnie na stanowisku słonecznym, ale może też rosnąć w półcieniu. Jest całkowicie mrozoodporny.
- Sposób uprawy. Uprawia się go głównie przez siew z nasion. Nasiona wysiewa się w maju na rozsadniku. Jeżeli chcemy otrzymać osobniki o tych samych cechach co odmiana, należy rozmnażać przez podział rozrośniętych kęp.